# Ninja Gaiden II: The Dark Sword of Chaos
Ninja Gaiden II: The Dark Sword of Chaos (em portugês: Ninja Gaiden II: A Espada Negra do Caos) é um jogo eletrônico lançado em 1990, foi desenvolvido e publicado pela Tecmo. O jogo é a sequência do jogo Ninja Gaiden (de 1988), que apresenta as aventuras do jovem ninja Ryu Hayabusa. Foi também lançada uma versão graficamente avançada deste jogo para o sistema Super Nintendo, dentro do jogo Ninja Gaiden Trilogy em 1995.

## História
Um ano depois de Ryu Hayabusa ter derrotado seu inimigo Jaquio, surge um novo e poderoso inimigo chamado Asthar, que pretende governar o mundo ao abrir o Portal das Trevas com sua Espada Negra do Caos, e também rapta a namorada de Ryu, Irene Lew (a quem Ryu conheceu em sua aventura anterior). Ryu, com a ajuda de um agente das Forças Especiais Americanas chamado Robert T.S., lutam com o objetivo de salvar Irene e impedir o plano maligno de Ashtar e tiveram sucesso. Porém, após derrotarem Ashtar (no final da 5ª fase), Ryu, Irene e  Robert descobrem que o terrível Jaquio continuava vivo e retomado o plano de Ashtar de abrir o Portal das Trevas, que servirá de passagem a demônios para que cheguem à Terra. Robert se sacrifica (no início da fase final) para que Ryu consiga chegar até Jaquio. Após conseguir derrotar Jaquio em uma luta difícil, e destruir a espada maligna, Ryu abandona o castelo de Jaquio, carregando o cadáver de Irene em seus braços (pois ela foi ferida durante a luta final e não resistiu). Assim, a Espada do Dragão, que Ryu adquiriu no início de sua primeira aventura (no jogo anterior), se torna em uma esfera de luz e entra no corpo de Irene, trazendo-a de volta à vida. Felizes, ambos contemplam o pôr do sol e a aventura termina.

## Ligaçõs Externas
- Ninja Gaiden II: The Dark Sword of Chaos. no IMDb.
- Ninja Gaiden II: The Dark Sword of Chaos no MobyGames
- Ninja Gaiden II: The Dark Sword of Chaos (NES) no OverClocked ReMix